# Joanneke Kruijsen
Joanne Hélène Josephine (Joanneke) Kruijsen (Nijmegen, 10 januari 1969 – Huntly, 28 mei 2016) was een Nederlands politicus. Zij was namens de Partij van de Arbeid van 2003 tot 2006 lid van de Tweede Kamer. Ze was een deskundige op het gebied van alternatieve energie en heeft diverse publicaties op haar naam op het gebied van duurzaamheid.

## Loopbaan
Joanneke Kruijsen studeerde bestuurskunde en industrieel ontwerpen aan de Technische Universiteit Delft, en promoveerde in 1999 in de technische wetenschappen. Bij de Tweede Kamerverkiezingen 2003 werd ze gekozen als Kamerlid. Daarvoor was ze werkzaam als projectmanager.
In de Tweede Kamer was Kruijsen woordvoerder natuurbeleid en hield ze zich bezig met volkshuisvesting en milieu in de stad. In 2005 diende ze samen met Janneke Snijder-Hazelhoff (VVD) een initiatiefvoorstel in over een verbod op de handel in producten van zadelrobben en klapmutsen. In 2006 nam ze het initiatief tot het houden van een Europees congres over de VN-Habitatconferentie.
Bij de Tweede Kamerverkiezingen 2006 was Kruijsen niet herkiesbaar. Op 29 november 2006 nam ze afscheid van het parlement. Na haar Kamerlidmaatschap werd ze onderzoeker aan de Robert Gordon University in het Schotse Aberdeen.
Joanneke Kruijsen overleed in 2016 op 47-jarige leeftijd na een langdurige ziekte.
- Biografisch Portaal: 04173878
- International Standard Name Identifier: 0000 0000 3822 8597
- Library of Congress Control Number: no00063982
- Nederlandse Thesaurus van Auteursnamen: 167700219
- Parlement.com: vge7dtpnavzo
- Virtual International Authority File: 36464411
- WorldCat: E39PBJbWqDgHH9XG7rV9YdxdQq